# Harold Garfinkel
Harold Garfinkel (29 de octubre de 1917 - 21 de abril de 2011) fue un sociólogo y etnometodólogo estadounidense, que enseñó en la Universidad de California, Los Ángeles. Desarrolló y estableció la etnometodología como un campo de investigación en la sociología, siendo conocido por Estudios en etnometodología (1967), una colección de artículos. Selecciones de materiales inéditos fueron publicadas posteriormente en dos volúmenes: Viendo sociológicamente y El programa de la etnometodología. Además, durante su tiempo en la Universidad de Newark, que se convirtió en la Universidad de Rutgers, se inscribió en la Teoría de Cuentas, un curso que abordaba procedimientos de contabilidad y teneduría de libros. A partir de esta clase, "incluso al configurar una hoja de contabilidad, teorizaba las diversas categorías en las que se colocarían los números", lo que amplió su comprensión de la responsabilidad.
Harold Garfinkel fue influenciado por figuras como Talcott Parsons, Alfred Schütz y Edmund Husserl, pero desarrolló la etnometodología como un enfoque único que se centraba en la exploración directa y la descripción de la vida social desde la perspectiva de los actores sociales en lugar de buscar la formulación de teorías sociológicas formales. Su trabajo desafió las convenciones de la sociología tradicional y contribuyó significativamente a la comprensión de la construcción del orden social en la interacción cotidiana.Su propio desarrollo de esta tradición (que él calificaba de etnometodología) es ampliamente incomprendida. En contraste con la versión construccionista social de la sociología fenomenológica, él se centraba en una fenomenología empírica radical, en lugar de en las formas en que son interpretadas. Su recomendación acerca de que los sociólogos dejaran de asumir el orden social es a menudo erróneamente interpretada como creencia de que la vida social es caótica, o que los miembros de la sociedad actúan como agentes libres. Sin embargo, esta suspensión (poniendo entre paréntesis en la jerga fenomenológica) es simplemente un movimiento analítico diseñado para atraer al orden social existente más claramente en su objetivo. Él enfatizaba la indexicalidad del lenguaje y las dificultades que esto crea para la producción de informes objetivos sobre el fenómeno social. Esto significa que esos informes son reflexivos al entorno en el que son producidos (dependen de ese entorno para su significado o sentido). Hay estudios etnometodológicos de diversas formas, incluyendo: el análisis sequencial de la conversación (Análisis de Conversación); el estudio de las prácticas de categorización social (análisis de la categoría de miembro); estudios del entorno y actividades del lugar de trabajo (estudios de trabajo).

## Biografía

### Juventud y educación
Harold Garfinkel nació en Newark, Nueva Jersey, el 29 de octubre de 1917, donde creció en una familia judía. Su padre, un comerciante de muebles, había esperado que su hijo lo siguiera en el negocio familiar, pero aunque trabajó con su padre, Garfinkel se inscribió en la Universidad de Newark para estudiar contabilidad. En la Universidad de Newark, los cursos eran impartidos principalmente por estudiantes graduados de Columbia, cuyo enfoque teórico guio posteriormente a Garfinkel. En el verano siguiente a su graduación, Garfinkel se ofreció como voluntario en un campamento de trabajo cuáquero en Cornelia, Georgia, donde trabajó con estudiantes de diversos orígenes que demostraban una amplia variedad de intereses, influyendo en su decisión de dedicarse más tarde a la sociología. Mientras hacía trabajo voluntario en Georgia, Garfinkel se enteró del programa de sociología de la Universidad de Carolina del Norte. Este programa se centraba específicamente en proyectos de trabajo público, como el que Garfinkel estaba llevando a cabo.
Garfinkel completó su maestría en 1942 en la Universidad de Carolina del Norte en Chapel Hill después de escribir su tesis sobre homicidios interraciales bajo la supervisión de Howard W. Odum. Garfinkel escribió el cuento "Color Trouble", que se publicó por primera vez en la revista Opportunity en 1940, y hablaba de la victimización de mujeres negras segregadas que viajaban en un autobús en Virginia. Su cuento se basó en la experiencia real de la abogada y activista de derechos civiles Pauli Murray y su compañera de casa, Adelene McBean, mientras viajaban desde Washington D. C. hasta la ciudad natal de Murray en Durham, Carolina del Norte. Con el inicio de la Segunda Guerra Mundial, fue reclutado en el Cuerpo Aéreo del Ejército y sirvió como instructor en una base en Florida. A medida que la guerra llegaba a su fin, fue transferido a Gulfport, Misisipi, donde conoció a su esposa y compañera de toda la vida, Arlene Steinback.

### Departamento de Relaciones Sociales de Harvard
Después de la guerra, Garfinkel fue a estudiar a Harvard y conoció a Talcott Parsons en el recién formado Departamento de Relaciones Sociales de la Universidad de Harvard. Mientras Parsons estudiaba y enfatizaba las categorías abstractas y las generalizaciones, el trabajo de Garfinkel se centraba más en la descripción detallada. "Lo que diferenciaba a Garfinkel de otros estudiantes y colegas de Parsons era su compromiso extremo con los estudios empíricos. En lugar de preguntar, por ejemplo, qué tipos de redes normativas son necesarias para mantener las estructuras familiares, Garfinkel podría preguntar más bien: '¿Qué redes normativas existen?' o '¿Existen redes normativas?'" Mientras Garfinkel continuaba obteniendo su título en Harvard, el sociólogo Wilbert E. Moore invitó a Garfinkel a trabajar en el Proyecto de Comportamiento Organizacional en la Universidad de Princeton. Garfinkel enseñó en la Universidad de Princeton durante dos años. Esto lo puso en contacto con algunos de los académicos más destacados de la época en las ciencias del comportamiento, la información y las ciencias sociales, incluyendo a Gregory Bateson, Kenneth Burke, Paul Lazarsfeld, Frederick Mosteller, Philip Selznick, Herbert A. Simon y John von Neumann. Garfinkel completó su tesis doctoral, "La percepción del otro: un estudio sobre el orden social", en 1952.
Después de obtener su doctorado en Harvard, a Garfinkel se le pidió que hablara en una reunión de la Asociación Estadounidense de Sociología en 1954 y creó el término "etnometodología". Además, trabajó junto con otras personas para escuchar grabaciones de cintas y entrevistar a jurados para el Proyecto Americano de Jurados de la Universidad de Chicago, dirigido por Fred Strodtbeck, lo que también impulsó su investigación en etnometodología. La etnometodología se convirtió en su principal área de estudio. Se trata de "la investigación de las propiedades racionales de las expresiones indexicales y otras acciones prácticas como logros contingentes y en curso de prácticas organizadas y artísticas de la vida cotidiana" En 1954 se unió al cuerpo docente de sociología de la UCLA. Durante el período 1963-64, fue Investigador Asociado en el Centro de Estudios Científicos del Suicidio. Garfinkel pasó el año escolar 75-76 en el Centro de Estudios Avanzados en Ciencias del Comportamiento y, en 1979-1980, fue profesor visitante en la Universidad de Oxford. En 1995 recibió el "Premio Cooley-Mead" de la American Sociological Association por sus contribuciones al campo. Recibió un doctorado honorario de la Universidad de Nottingham en 1996. Se retiró oficialmente de la UCLA en 1987, aunque continuó como profesor emérito hasta su fallecimiento el 21 de abril de 2011.

## Influencias
Garfinkel estaba muy intrigado por el estudio del orden social realizado por Parsons. Parsons buscaba ofrecer una solución al problema del orden social (es decir, ¿cómo explicamos el orden que presenciamos en la sociedad?) y, al hacerlo, proporcionar una base disciplinaria para la investigación en sociología. Basándose en el trabajo de teóricos sociales anteriores (Marshall, Pareto, Durkheim, Weber), Parsons postuló que toda acción social podía entenderse en términos de un "marco de acción" que constaba de un número fijo de elementos (un agente, un objetivo o fin deseado, las circunstancias en las que ocurre el acto y su "orientación normativa"). Los agentes toman decisiones entre fines posibles, medios alternativos para alcanzar esos fines y las restricciones normativas que pueden considerarse operativas. Según Parsons, se comportan de manera "análoga al científico cuyo conocimiento es el principal determinante de su acción". El orden, desde este punto de vista, no se impone desde arriba, sino que surge de elecciones racionales hechas por el actor. Parsons buscó desarrollar un marco teórico para comprender cómo se logra el orden social a través de estas elecciones.
La etnometodología no fue diseñada para reemplazar el tipo de análisis formal recomendado por Parsons. Garfinkel estipuló que los dos programas son "diferentes y inevitablemente relacionados". Ambos buscan dar cuentas de la vida social, pero hacen preguntas diferentes y formulan reclamos bastante diferentes. Los sociólogos que operan dentro del programa formal se esfuerzan por producir reclamos objetivos (es decir, no indexicales) de alcance similar a los realizados en las ciencias naturales. Para hacerlo, deben emplear constructos teóricos que predefinen la forma del mundo social. A diferencia de Parsons y otros teóricos sociales antes y después, el objetivo de Garfinkel no era articular otro sistema explicativo. Expresó una "indiferencia" hacia todas las formas de teorización sociológica. En lugar de ver la práctica social a través de una lente teórica, Garfinkel buscó explorar el mundo social directamente y describir sus funcionamientos autóctonos en detalle. Durkheim afirmó famosamente que "[l]a realidad objetiva de los hechos sociales es el principio fundamental de la sociología". Garfinkel sustituyó 'fenómeno' por 'principio', señalando un enfoque diferente para la investigación sociológica. Según él, la tarea de la sociología, tal como la concibe, es llevar a cabo investigaciones sobre cómo se producen los hechos sociales de Durkheim. El resultado es un programa de investigación sociológica "alternativo, asimétrico e inconmensurable".
Alfred Schütz, un académico europeo y conocido de Garfinkel, presentó al joven sociólogo a nuevas ideas emergentes en teoría social, psicología y fenomenología. Schütz, al igual que Parsons, estaba preocupado por establecer una base Economica 10, no. 38 (1943): 130-149.</ref> El razonamiento de los científicos se basa en el sentido común cotidiano, pero, además, emplea un "postulado de racionalidad". El razonamiento científico requiere una "transferencia de atención" de la actitud natural a la actitud científica, que implica tomar distancia del mundo de la vida y sus preocupaciones prácticas. Schütz consideraba que los actores en la vida cotidiana se involucran en una serie de "tipificaciones", en las que simplifican y categorizan el mundo para poder actuar eficazmente. Estas tipificaciones no siempre son racionales en el sentido científico, pero son fundamentales para la acción cotidiana. Garfinkel adoptó esta idea de Schütz y la desarrolló en la etnometodología, argumentando que la gente "trabaja" constantemente para mantener el orden en la interacción social utilizando mecanismos de sentido común y categorizaciones prácticas.
Alfred Schütz, un erudito europeo y conocido de Garfinkel, introdujo al joven sociólogo a las nuevas ideas emergentes en teoría social, psicología y fenomenología. Schütz, al igual que Parsons, se preocupaba por establecer una base sólida para la investigación en las ciencias sociales. Sin embargo, Schütz discrepaba con la suposición parsoniana de que los actores en la sociedad siempre se comportan de manera racional. Schütz hizo una distinción entre el razonamiento en la 'actitud natural' y el razonamiento científico. El razonamiento de los científicos se basa en el sentido común cotidiano, pero además utiliza un "postulado de racionalidad". El razonamiento científico impone requisitos más estrictos en términos de consistencia y lógica, y a menudo se sacrifica el sentido común cotidiano en aras de la consistencia lógica. La etnometodología, como la ve Garfinkel, adopta un punto de vista similar al de Schütz, pero busca entender cómo los actores en la vida cotidiana utilizan sus capacidades cognitivas para construir y mantener el orden social. La etnometodología comparte la idea de Schütz de que el sentido común cotidiano es una forma de razonamiento, pero busca estudiarlo de manera más detallada y sistemática.

## Selección de trabajos
- 1946 "Color trouble." en Primer for white folks. Editado por B. Moon, 269-286. Garden City, NY: Doubleday Doran
- 1956 "Conditions of successful degradation ceremonies." American Journal of Sociology 61: 420-424.
- 1956 "Some sociological concepts and methods for psychiatrists." Psychiatric Research Reports 6: 181-198.
- 1963 "A conception of, and experiments with, 'trust' as a condition of stable concerted actions." en Motivation and social interaction. Editado por O.J. Harvey, 187-238. New York: The Ronald Press
- 1967 Studies in ethnomethodology . Englewood Cliffs, NJ: Prentice-Hall
- 1967 "Practical sociological reasoning: Some features in the work of the Los Angeles suicide prevention center." in Essays in self-destruction. Editado por E. Shneidman, 171-186. New York: Science House
- 1968 "Discussion: The origin of the term 'ethnomethodology'." in Proceedings of the Purdue Symposium on Ethnomethodology. Editado por R. Hill and K. Grittenden, 15-18. Institute Monograph Series #1
- 1970 (with Harvey Sacks) "On formal structures of practical actions." in Theoretical sociology: Perspectives and developments. Editado por J. McKinney and E. Tiryakian, 337-366. New York: Meredith
- 1972 "A Comparison of Decisions Made on Four 'Pre-Theoretical' Problems by Talcott Parsons and Alfred Schultz" in . Editado por, . ms.. [first published in 1960]
- 1972 "Studies in the routine grounds of everyday activities." in Studies in social interaction. Editado por D. Sudnow, 1-30. New York: The Free Press. [first published in 1964]
- 1972 "Conditions of Successful Degradation Ceremonies." en Symbolic Interactionism. Editado por J. Manis and B. Meltzer, 201-208. New York: Allyn and Bacon
- 1976 "An introduction, for novices, to the work of studying naturally organized ordinary activities." in . Editado por, . ms.
- 1981 "The Work of a Discovering Science Construed with Materials from the Optically Discovered Pulsar." Philosophy of the Social Sciences 11: 131-158.
- 2002 Ethnomethodology's program: Working out Durkheim's aphorism . Lanham, MD: Rowman & Littlefield, (Abstract)

## Trivia
El psiquiatra R. D. Laing cita "Conditions of Successful Degradation Ceremonies" de Garfinkel en varios de sus libros; considera la entrevista psiquiátrica como un ejemplo de ceremonia de degradación. Esto significa, en términos de Garfinkel, que el psiquiatra denuncia oficialmente (etiqueta) a un paciente como mentalmente enfermo, lo que inmediatamente reduce al paciente a un menor nivel en el esquema de los tipos sociales, p.ej., "separado de [y opuesto a] un lugar en el orden legítimo [social]."